# Xylocopa conradsiana
Xylocopa conradsiana är en biart som beskrevs av Heinrich Friese 1911. Xylocopa conradsiana ingår i släktet snickarbin, och familjen långtungebin. Inga underarter finns listade i Catalogue of Life.